# Paul Schuster (Politiker)
Paul Schuster (* 1894 in Tunzenhausen; † nach 1958) war ein deutscher ehemaliger politischer Häftling im KZ Bad Sulza und im KZ Buchenwald, ab 1958 Führer von Besuchergruppen in der Nationalen Mahn- und Gedenkstätte Buchenwald (NMG) sowie Stadtrat für Wohnungsbau in Weimar.

## Leben
Schuster betätigte sich illegal gegen die NS-Herrschaft, wurde im April 1934 verhaftet und bis September im KZ Bad Sulza interniert. Danach wurde er von einem Gericht wegen Hochverrats zu vier Jahren Zuchthaus verurteilt und anschließend in das KZ Buchenwald als politischer Häftling überstellt mit der Häftlingsnummer 2.223.
Nach der Befreiung von der NS-Herrschaft führte er ab 1958 ehrenamtlich Besuchergruppen durch die neu gegründete NMG und amtierte als Stadtrat für Wohnungsbau in Weimar.